# 趙永洪
趙永洪（英語：Raymond Chiu Wing Hung，1979年2月20日—），香港男演員及主持，前無綫電視合約藝員。

## 簡介
趙永洪生於香港，原籍廣東汕頭；曾就讀喇沙書院。於1989年參加第8屆新秀歌唱大賽，30強止步。雖然他在1998年透過第13期無綫電視藝員訓練班而加入無綫電視，但是初期一直只擔演跑龍套。2007年起，他參與處境劇《同事三分親》，飾演劉嘉和（Marco）一角，漸獲觀眾留意。2008年10月開始播出的處境劇《畢打自己人》中，他再次飾演重要角色莫迪高（英文名字亦為Marco），並凭该此角的突出表现，獲提名《萬千星輝頒獎典禮2009》「飛躍進步男藝員」。
2009年，趙永洪奪得2009年度壹電視大獎「最有前途男藝人」。2015年4月播出的重頭劇《以和為貴》中所演的角色 —— 尹天江（爆江），是他入行以來最多戲份的主要角色。至2017年，他參演電影《同囚》，飾演懲教署教官Mo Sir，演技受到好評。同年又於該台台慶劇集《降魔的》中飾演計程車司機陸嘉一（些粉）一角，因演技出色而再獲網民讚賞。
2018年4月初約滿後離開無綫，其後主力在電影業發展。《十二传说》是他在TVB的告别作，飾演数口輝。
2020年2月短暫回歸無綫，至2021年2月再度離開。

## 演出作品

### 電視劇（無綫電視）
| 首播年份 | 劇名                       | 角色 | 性質       |
| 1999年   | 人龍傳說                   | 葉處徒弟 （第1-3集） 處徒弟 （第9集） | 跑龍套     |
| 1999年   | 非常保鑣                   | 記 者 | 跑龍套     |
| 1999年   | 創世紀                     | Bowie | 閒角       |
| 1999年   | 吾係差人                   | 際康職員 | 跑龍套     |
| 1999年   | 雙面伊人                   | CID（第6、7集） | 跑龍套     |
| 1999年   | 洗冤錄                     | 村 民 （第1、2、13、20、22集） 路 人 （第9集） | 跑龍套     |
| 2000年   | 妙手仁心II                 | 探員（駐守醫院） | 跑龍套     |
| 2000年   | 十月初五的月光             | 萬沛祺朋友 | 跑龍套     |
| 2000年   | 碧血劍                     | 平 民 | 跑龍套     |
| 2000年   | 楊貴妃                     | 侍 衛 | 跑龍套     |
| 2000年   | 金裝四大才子               | 流氓、行刑官 | 跑龍套     |
| 2000年   | 男親女愛                   | 警 察(第39集) | 跑龍套     |
| 2001年   | 倚天屠龍記                 | 高則成 | 閒角       |
| 2001年   | FM701                      | Disco經理（第68集） | 跑龍套     |
| 2001年   | 陀槍師姐III                | 急診室醫生 （第11集）（第08集） | 跑龍套     |
| 2001年   | 勇探實錄                   | 國 | 閒角       |
| 2001年   | 美味情緣                   | 張廚師(第20集) | 跑龍套     |
| 2001年   | 尋秦記                     | 特 警 | 跑龍套     |
| 2001年   | 酒是故鄉醇                 | 食 客(第6集) | 跑龍套     |
| 2001年   | 皆大歡喜（古裝）           | 衙差（第18集） | 跑龍套     |
| 2001年   | 勇往直前                   | | 跑龍套     |
| 2001年   | 七姊妹                     | 虎哥手下 | 跑龍套     |
| 2001年   | 封神榜                     | 侍衛 | 跑龍套     |
| 2002年   | 皆大歡喜（古裝）           | 兒 子（第84集） 客 人（第86集） 食堂侍應（第99集） 食 客（第116-118集） 賓 客（第145集） 王 發                                                                                           | 跑龍套     |
| 2002年   | 洛神                       | 吳 凡 （第17、19、20、23集） | 客串       |
| 2002年   | 法網伊人                   | 記者 | 跑龍套     |
| 2002年   | 談判專家                   | Johnny | 閒角       |
| 2002年   | 絕世好爸                   | 老 許 （雜誌社職員） | 跑龍套     |
| 2002年   | 無頭東宮                   | 公差 | 跑龍套     |
| 2002年   | 烈火雄心II                 | 亞 安（消防潛水拯救隊隊員）(第5-8、12集) | 客串       |
| 2003年   | 律政新人王                 | 醉 客 | 跑龍套     |
| 2003年   | 智勇新警界                 | | 跑龍套     |
| 2003年   | 十萬噸情緣                 | Roy （第1集） | 跑龍套     |
| 2003年   | 洗冤錄II                   | 王 力 （第11集） | 客串       |
| 2003年   | 皆大歡喜                   | 浩 南（第14集） 巡 捕（第33集） 小 販（第42、86、159集） 男 子（第58集） 茅躉華（第77集） 茶 客（第95集） 送貨工人（第114集） 主持人（第141集） James Lui（第149集） 公寓職員（第164集） | 跑龍套     |
| 2003年   | 衛斯理                     | 火車站職員 | 跑龍套     |
| 2003年   | 金牌冰人                   | 英 | 跑龍套     |
| 2003年   | 美麗在望                   | 警 員（第3集） | 跑龍套     |
| 2003年   | 衝上雲霄                   | 親 屬 （第27集） | 跑龍套     |
| 2003年   | 西關大少                   | 公務局人員(第3集)、廣州十三間銀號代表(第6集) | 跑龍套     |
| 2004年   | 無名天使3D                 | 李堅強舊同事 （第18集） 車行職員 （第20集） | 跑龍套     |
| 2004年   | 足秤老婆八兩夫             | | 跑龍套     |
| 2004年   | 天涯俠醫                   | Life Force義工 | 跑龍套     |
| 2004年   | 水滸無間道                 | 牛奶仔 |            |
| 2004年   | 爭分奪秒                   | Ron | 閒角       |
| 2004年   | 皆大歡喜                   | 顧 客（第189集） 男職員（第204集） 參賽者（第211集） 酒樓員工（第310集） 古惑仔（第322集） 經 理（第333集） 藥房老板（第378集） 司儀（第392集） 楊 生（第399集） 情 侶（第416集）        | 跑龍套     |
| 2004年   | 棟篤神探                   | CID調查員 （第17集） | 跑龍套     |
| 2004年   | 廉政行動2004               | 廖永清 （Tony） ICAC調查員 | 閒角       |
| 2005年   | 皆大歡喜                   | 阿 中（第430集） | 跑龍套     |
| 2005年   | 情迷黑森林                 | 裝修工人 | 跑龍套     |
| 2005年   | 秀才遇著兵                 | 華 漢 | 閒角       |
| 2005年   | 奪命真夫                   | 私家偵探 | 跑龍套     |
| 2005年   | 我的野蠻奶奶               | 乞 丐(第17集) | 跑龍套     |
| 2005年   | 酒店風雲                   | 保安員 | 跑龍套     |
| 2005年   | 學警雄心                   | 金毛手下 | 跑龍套     |
| 2005年   | 阿旺新傳                   | 黃奇鳳之同事 | 跑龍套     |
| 2006年   | 謎情家族                   | 地產經紀 | 跑龍套     |
| 2006年   | 潮爆大狀                   | Ken 倪承坤助理 | 閒角       |
| 2006年   | 鐵血保鏢                   | 少家主 | 跑龍套     |
| 2006年   | 天幕下的戀人               | Sam（第15集） | 閒角       |
| 2006年   | 愛情全保                   | 明 | 閒角       |
| 2006年   | 刑事情報科                 | Matt | 閒角       |
| 2006年   | 樓住有情人                 | 律師 | 跑龍套     |
| 2006年   | 法證先鋒                   | 車 主 | 跑龍套     |
| 2006年   | 鳳凰四重奏                 | 損 友/鳳凰樓賓客/士兵/假藥黨騙徒 | 跑龍套     |
| 2006年   | 肥田囍事                   | 客人、攝影師 | 跑龍套     |
| 2006年   | 滙通天下                   | 獄 卒 | 跑龍套     |
| 2006年   | 點指賊賊賊捉賊             | 飛 仔 | 跑龍套     |
| 2007年   | 突圍行動                   | 外圍艇仔添的手下 | 跑龍套     |
| 2007年   | 紅衣手記                   | 護士 | 跑龍套     |
| 2007年   | 十兄弟                     | 大帥手下 | 跑龍套     |
| 2007年   | 奸人堅                     | 圓手下 |            |
| 2007年   | 迎妻接福                   | 賭 客 |            |
| 2007年   | 溏心風暴                   | 財務公司職員 |            |
| 2007年   | 同事三分親（2007-2008）    | 劉嘉和（Marco） | 男配角     |
| 2007年   | 師奶兵團                   | 黃生之手下 | 跑龍套     |
| 2007年   | 天機算                     | 曹州村民 | 跑龍套     |
| 2007年   | 亂世佳人                   | 豪 | 閒角       |
| 2007年   | 通天幹探                   | 靚 坤 | 閒角       |
| 2007年   | 廉政行動2007               | 許耀輝 | 單元角色   |
| 2007年   | 強劍                       | 天山派弟子 | 跑龍套     |
| 2008年   | 律政新人王II               | William | 閒角       |
| 2008年   | 古靈精探                   | 大口英手下 | 跑龍套     |
| 2008年   | 金石良緣                   | 年勝職員 | 跑龍套     |
| 2008年   | 師奶股神                   | 牙醫 | 跑龍套     |
| 2008年   | 珠光寶氣                   | John | 閒角       |
| 2008年   | 畢打自己人（2008-2010）    | 莫迪高（Marco） | 男配角     |
| 2008年   | 搜神傳                     | 賴 廣 | 男配角     |
| 2008年   | 與敵同行                   | 超 | 閒角       |
| 2008年   | Click入黃金屋              | Lam | 閒角       |
| 2009年   | ID精英                     | 阿 權 | 閒角       |
| 2009年   | 烈火雄心3                  | Matthew（高惠盈之鋼琴老師） | 閒角       |
| 2010年   | 飛女正傳                   | 程至美 | 男配角     |
| 2010年   | 天天天晴                   | 駱家聰（Tony） | 男配角     |
| 2011年   | 依家有喜                   | 犀利哥 | 跑龍套     |
| 2011年   | 女拳                       | 街 坊 | 跑龍套     |
| 2011年   | 布衣神相                   | 賭坊打手 | 跑龍套     |
| 2011年   | 誰家灶頭無煙火             | 歐高榮 | 男配角     |
| 2011年   | 七號差館                   | 警 察 | 跑龍套     |
| 2011年   | 真相                       | 翟Sir | 閒角       |
| 2011年   | 我的如意狼君               | 潘子健 | 男配角     |
| 2012年   | 愛·回家（2012-2013、2015） | 鍾 標 | 男配角     |
| 2012年   | 衝呀！瘦薪兵團             | 劉俊東（Tony） | 男配角     |
| 2012年   | 回到三國                   | 徐庶（徐元直） | 男配角     |
| 2012年   | 天梯                       | 孫文華 | 男配角     |
| 2012年   | 驚豔一槍                   | 書（郭政鴻手下） | 閒角       |
| 2012年   | 法網狙擊                   | 張 秉（Ivan） | 單元角色   |
| 2013年   | 女警爱作戰                 | 許懷匡（Ryan） | 男配角     |
| 2013年   | 仁心解碼II                 | 曹啟超 | 男配角     |
| 2013年   | 凶城計中計                 | 阿 東 | 男配角     |
| 2013年   | 情越海岸線                 | 杜繼堯 | 客串       |
| 2013年   | 千謊百計                   | 劉欣欣寓所之職員 | 跑龍套     |
| 2013年   | 上海傳奇                   | 東 |            |
| 2013年   | 巨輪                       | 姚浩天 | 男配角     |
| 2014年   | 廉政行動2014               | 周祥波（單元二至三） | 單元角色   |
| 2014年   | 點金勝手                   | 楊浩明（Stanley） | 男配角     |
| 2014年   | 寒山潛龍                   | 戴浩仁 |            |
| 2014年   | 我們的天空                 | 劉志仁 | 單元角色   |
| 2015年   | 師奶MADAM                  | 溫 斌 | 男配角     |
| 2015年   | 以和為貴                   | 尹天江（爆江） | 第四男主角 |
| 2015年   | 鬼同你OT                   | 王大龍 | 男配角     |
| 2015年   | 無雙譜                     | 桑烈／黑蛇 | 單元角色   |
| 2015年   | 實習天使                   | 志明父 | 客串       |
| 2016年   | 鐵馬戰車                   | 坤 哥 | 單元角色   |
| 2016年   | EU超時任務                 | 歐陽義 | 男配角     |
| 2016年   | 廉政行動2016               | 林 浩 | 單元角色   |
| 2016年   | 一屋老友記                 | 狄文傑（Dickson） | 男配角     |
| 2016年   | 巨輪II                     | 姚浩天 | 男配角     |
| 2016年   | 來自喵喵星的妳             | 何巨龍 | 男配角     |
| 2017年   | 蘭花劫                     | 莉手下 | 跑龍套     |
| 2017年   | 賭城群英會                 | - |            |
| 2017年   | 踩過界                     | 俊 | 男配角     |
| 2017年   | 燦爛的外母                 | 車雨辰 | 男配角     |
| 2017年   | 降魔的                     | 陸嘉一 | 男配角     |
| 2017年   | 誇世代                     | 雷 震（青年） | 客串       |
| 2018年   | 三個女人一個「因」         | 卓差利 | 單元角色   |
| 2018年   | 果欄中的江湖大嫂           | 南 |            |
| 2018年   | 翻生武林                   | 田青華 | 男配角     |
| 2018年   | 大帥哥                     | 根本英俊 | 男配角     |
| 2019年   | 十二傳說                   | 萬有輝（數口輝） | 單元角色   |
| 2020年   | 使徒行者3                  | 趙永洪 | 客串       |
| 2021年   | 陀槍師姐2021               | 鍾一典（夠鐘Sir） |            |
| 2023年   | 一舞傾城                   | 趙子明 |            |
| 2024年   | 狀王之王                   | 楊鳴（狀師） |            |

### 网剧
- 2019年：《向西聞記》
- 2022年：优酷《黑金风暴》
- 2024年：《唐人街探案2》

### 綜藝節目（ViuTV）
- 2018年：《全民造星》

### （無綫電視）
- 2015年：《超強選擇1分鐘》
- 2016年：《男人食堂》
- 2016年：《Sunday好戲王》

### 電影
- 2011年 ：《人約離婚後》 飾  換妻派對司儀
- 2012年 ：《2012我愛HK 喜上加囍》 飾 賑災籌款大會司儀
- 2015年 ：《壹獄壹世界：高登闊少踎監日記》 飾 趙東浩（劉備）
- 2016年 ：《三人行》飾 麻醉科醫師
- 2017年 ：《同囚》飾 陳國富（MO sir）
- 2017年 ：《毒。誡》
- 2017年 ：《人生典當行之三世乾坤》（網絡電影）
- 2018年 ： 《棟篤特工》
- 2020年 ： 《拆弹专家2》 飾 肥司（爆炸品處理課隊員）
- 2021年 ： 《地下拳》
- 2023年 ： 《暗殺風暴》
- 2025年 ： 《曾經擁有》

### 舞台劇 / 音樂劇
- 2012年 : 《彩色青春A-Go-Go》 飾 呂其
- 2013年 : 《小海白》 飾 鐵郎博士
- 2013年 : 《少年．異想．部落格．復活島時空之旅》
- 2014年 : 《少年．異想．部落格．復活島時空之旅PART2》巧遇北極大魔王

### 音樂錄像
- 2019年：譚詠麟、趙浚承《男人的浪漫》

### 廣告
2009年
- 日本白兔牌快眠精

2010年
- 日本三菱牌冷氣機
- 康業信貸

2011年
- 日本幸福醫藥

2012年
- 幸福醫藥安鼻靈
- 東方紅
- 積金局

2013年
- 3M思高
- Svenson

2014年
- 福特汽車

2015年
- 先施百貨
- 維特健靈活關素[4]

## 外部連結
- 趙永洪的新浪微博
- 趙永洪的Facebook專頁
- 趙永洪的Instagram帳戶